# RC6
RC6 – symetryczny szyfr blokowy. Został stworzony przez Rona Rivesta, Matta Robshawa, Raya Sidneya i Yiqun Lisa Yin jako kandydat do konkursu na AES, którego był finalistą. Został także wysłany do konkursów: NESSIE i CRYPTREC. RC6 jest opatentowaną własnością firmy RSA Security.
Szyfr ten obsługuje bloki o długości 128-bitów, oraz klucze o długości 128, 192 lub 256 bitów, jednak podobnie jak w przypadku RC5, może być przystosowany do używania kluczy o różnej i długości, i wykonywania różnej ilości rund.